# Gloria Wekker

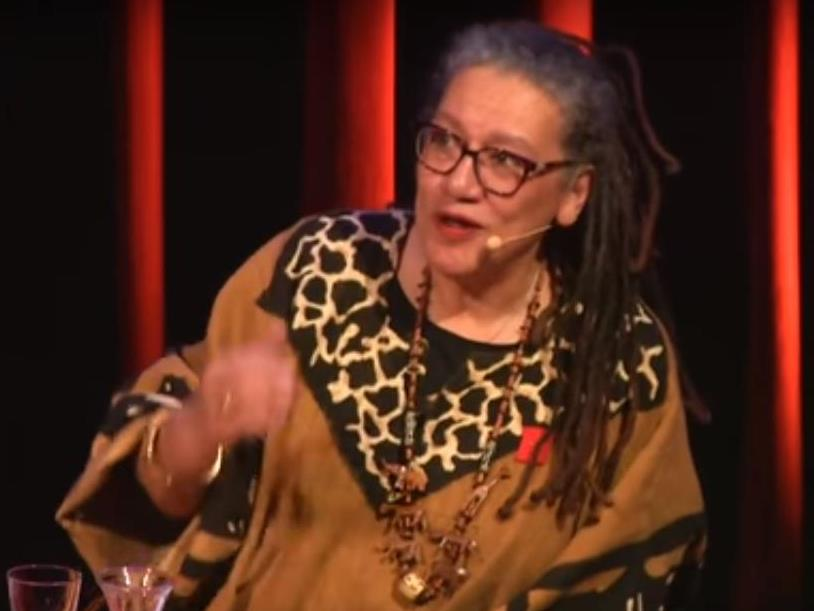
Gloria Wekker 2016

Gloria Wekker (geboren 1950 in Paramaribo) ist eine afro-surinamesische Sozial- und Kulturanthropologin, Hochschullehrerin und Autorin, die sich vor allem mit Themen rund um Gender und Sexualwissenschaft, sowie African American studies und dem Studium der Karibik beschäftigt. In Deutschland wurde sie vor allem durch ihren Beitrag zu dem Buch Farbe bekennen bekannt.

## Leben und Werk
Gloria Wekker wuchs in Amsterdam auf. Sie erhielt ihren Masterabschluss 1981 an der Universiteit van Amsterdam. Sie promovierte an der University of California mit einer Studie über Frauen in Suriname. Dort war sie auch als Lehrbeauftragte tätig. Im Anschluss war sie Dozentin am Oberlin College in Ohio. 1993 kehrte sie in die Niederlande zurück und nahm Forschungs- und Lehrtätigkeiten für das Koninklijk Instituut voor Taal-, Land- en Volkenkunde und die Universität Utrecht auf. Seit 2001 hat sie den Lehrstuhl Geschlecht und Ethnizität an der Philosophischen Fakultät der Universität Utrecht inne. Seit 2012 ist sie Professor Emerita. 2019 bis 2020 hatte sie den King Willem Alexander Chair for Low Land Studies der Université de Liège inne.
Für ihre 2006 erschienene Studie The Politics of Passion; Women's Sexual Culture in the Afro-Surinamese Diaspora erhielt sie 2007 den Ruth Benedict Prize der American Anthropological Association.
Gloria Wekkers 2016 erschienenes Buch White Innocence: Paradoxes of Colonialism and Race beschäftigt sich mit der (fehlenden) Aufarbeitung der Kolonialgeschichte in den Niederlanden und gilt als bedeutendes Werk zum Thema Dekolonialisierung.
In den Medien war Gloria Wekkers mehrfach als Expertin zu sehen. So trat sie 2017 in der niederländischen Talkshow Jinek und 2017 und 2020 in der Talkshow Buitenhof auf. Auch in dem 2005 veröffentlichten Dokumentarfilm Middle Sexes: Redefining He and She ist sie zu sehen.
Neben ihrer wissenschaftlichen Arbeit war Gloria Wekker für verschiedene niederländische Ministerien als Beraterin zu Themen rund um ethnischen Minderheiten, Emanzipation und Gesundheit tätig. Weiter verfasst Gloria Wekker auch Kurzgeschichten und Gedichte.
Gloria Wekker ist politisch aktiv und trat 2021 als Kandidatin für die Parlamentswahlen in der Liste der linksgerichteten Partei BIJ1 an.

## Auszeichnungen
- 2007 Ruth Benedict Prize der American Anthropological Association[8]